# 柿本得足
柿本 得足（かきのもと の えたり、生没年不詳）は、古墳時代の人物。

## 概要
和珥臣の一族である春日臣の後裔で、柿本臣の一族。